# Tacuaras
Tacuaras é uma cidade do Paraguai, Departamento Ñeembucú. Possui uma população de 3.685 habitantes. Sua economia é baseada na pecuária.

## Transporte
O município de Tacuaras é servido pelas seguintes rodovias:
- Caminho em terra ligando a cidade ao município de San Juan Bautista del Ñeembucú
- Caminho em terra ligando a cidade ao município de Pilar
- Ruta 04, que liga a cidade de Paso de Patria ao município de San Ignacio Guazú (Departamento de Misiones). [1][2][3]